# Eurocopter Tiger
Eurocopter Tiger (tudi EC 665)  je dvomotorni jurišni helikopter s štirikrakim glavnim rotorjem. Proizvaja ga evropsko podjetje Eurocopter, ki je nastalo leta 1992 z združitvijo Aérospatiale in Daimler-Benz Aerospace AG. V Nemčiji ga kličejo Tiger v Franciji in Španiji pa Tigre. 
Razvoj helikopterja se je začel v času Hladne vojne. Primarno je bil namenjen kot protitankovsko orožje v primeru Sovjetske invazije. Po razpadu Sovjetske zveze so nadaljevali z načrtovanjem in ga razvili v večnamenski jurišni helikopter. Operativen je od leta 2008 naprej.
Tiger je prvi evropski helikopter zgrajen večinoma iz kompozitnih materialov. Ima stekleni kokpit in uporablja tehnologijo majhne radarske opaznosti - stealth. S časom so Tigra modernizirali z močnejšimi motorji in večjo izbiro orožja. V bojne namene se je uporabljal v Afganistanu, Libiji in na Maliju.
Leta 1984 sta francoska in zahodnonemška vlada hoteli moderen večnamenski bojni helikopter. Francoska Aérospatiale in nemški MBB sta bila glavna pogodbenika. Leta 1986 je bil razvoj preklican zaradi prevelikih stroškov razvoja. Izračunali so, da bi bila uporaba ameriškega McDonnell Douglas AH-64 Apache precej cenejša. Potem so novembra 1987 program znova zagnali. Thomson CSF naj bi razvil večino avionike
Prvi let prototipa je bil 27. aprila 1991.

## Verzije

### UH Tiger
UHT (iz nemščine Unterstützungshubschrauber Tiger - Helikopter za podporo) je večnamenski helikopter za Bundeswehr. Vsega naj bi izdelali 57 helikoterjev. UHT lahko prevaža PARS 3 LR"fire and forget" (izstreli in pozabi) in/ali protitankovske rakete HOT3 in tudi 70 mm rakete Hydra 70. Za napade na zračne tarče in samoobrambo so na voljo štiri AIM-92 Stinger kratkega dosega. Za razliko od HAP/HCP verzij, UHT nima topa, ima pa možnost 12,7 mm strojnice. Nemška vojska ni hotela francoskega 30 mm GIAT zaradi prevelikih sunkov pri streljanju. UHT ima infradeči in CCD TV iskalnik na rotorju z dosegom 18 kilometrov.

### Tiger HAP
Tiger HAP/HCP (Hélicoptère d'Appui Protection/ Hélicoptère de Combat Polyvalent; večnamenski bojni helikopter) ) je srednje težki helikopter za zračne dvoboje in podporo kopenskim silam. Zgrajen je za Francosko kopensko vojsko. Ima 30 mm GIAT top, 68 mm SNEB nevodljive rakete in rakete zrak-zrak Mistral. Francija je kupila 40 HAP helikopterjev po ceni €27 milijonov za helikopter.

### Tiger HAD
Tiger HAD (Hélicoptère d'Appui Destruction - helikoter za podporo in uničevanje)  , je v bistvu enak HAP verziji, le da ima motorje Enhanced MTR390 z 14 več moči (1341 KM) in močnejši oklep, ki ga je zhatevala Španska kopenska vojska. Oborožen bo z ameriškimi protitankovskimi raketami Hellfire II, in protioklepnimi Spike ER 

### Tiger ARH
Tiger ARH (Armed Reconnaissance Helicopter - oborožen izvidniški helikopter) je verzija za Avstralsko kopensko vojsko, ki naj bi nadomestila OH-58 Kiowa in UH-1 Iroquois. ARH je modernizirana in nadgrajena verzija Tigra HAP. Ima močnejše motore MTR390 in laserski iskalec tarč. Ima Strix vizir, ki se uporablja za izstreljevanje raket Hellfire II. Namesto nevodljivih raket SNEB, bi imel 70 mm rakete belgijskegga proizvajalca Forges de Zeebruges (FZ). Naročili so 22 ARH helikopterjev.

## Tehnične specifikacije(Tiger HAP)
- Posadka: dva, pilot in operater orožja
- Dolžina: 14,08 m (trup) (46 ft 2 in)
- Premer rotorja: 13,00 m (42 ft 8 in)
- Višina: 3,83 m (12 ft 7 in)
- Površina rotorja: 133 m² (1 430 ft²)
- Prazna teža: 3 060 kg (6 750 lb)
- Maks. vzletna teža: 6 000 kg (13 000 lb))
- Motorji: 2 × MTU Turbomeca Rolls-Royce MTR390 turbogredni, 958 kW (1 303 KM) vsak
- Kapaciteta goriva (notranja): 1 080 kg (2 380 lb)

- Maks. hitrost: 290 km/h s kupolo, 315 km/h brez kopule
- Dolet: 800 km (430 nm, 500 mi), z dodatnimi zunanjimi tanki 1300 km
- Višina leta (servisna): 4 000 m (13 000 ft)
- Hitrost vzpenjanja: 10,7 m/s (2 105 ft/min)

- Orožje:
- Top:1× 30 mm (1.18 in) GIAT 30 z 450 naboji
- Notranji nosilci:
- 1x 20 mm (0.787 in) top
- 22x 68 mm (2.68 in) SNEB nevodljive rakete
- 19x 70 mm (2.75 in) Hydra 70 nevodljive rakete
- 4x AGM-114 Hellfire
- 4x Spike-ER
- 4x PARS 3 LR
- 4x HOT3
- Zunanji nosilci:
- 2x Mistral rakete zrak-zrak
- 12x 68 mm (2.68 in) SNEB nevodljive rakete
- 7x 70 mm (2.75 in) Hydra 70 nevodljive rakete